# Metastelma calcicola
Metastelma calcicola là một loài thực vật có hoa trong họ La bố ma. Loài này được (Alain) Alain mô tả khoa học đầu tiên năm 1991.